# لندن، انتاریو
لندن شهری در جنوب غربی استان انتاریو، در کشور کانادا در قاره آمریکا است. این شهر بر روی دالان کبک سیتی-ویندزور، پرجمعیت‌ترین منطقه کانادا که با ۱۶ میلیون جمعیت نیمی از جمعیت کانادا را شامل می‌شود، واقع شده است. لندن و حومه بر اساس تخمین سال ۲۰۰۹ جمعیتی برابر با ۴۸۹٬۲۷۴ نفر را دربرمی‌گیرد. لندن مرکز بخش میدلسکس (Middlesex County) می‌باشد که بر روی حاشیه رود تِیمز (Thames) در میانه راه تورنتو در کانادا و دیترویت در آمریکا واقع شده است. نام این شهر به دنبال نام شهر لندن در انگلستان انتخاب شده است.
اقامت اروپایی تباران در محل فعلی شهر لندن، نخستین بار در میان سال‌های ۱۸۰۱ تا ۱۸۰۴ میلادی توسط شخصی به نام پیتر هاگرمن (Peter Hagerman) صورت گرفت. و تا سال ۱۸۲۶ روستایی در این محل شکل گرفت. از آن زمان به بعد لندن پیوسته بزرگ شده و بسیاری از روستاها و اجتماعات اطراف خود را دربرگرفته است. امروزه لندن و حومه با داشتن جمعیتی بالغ بر پانصد هزار نفر، بزرگ‌ترین مرکز شهری جنوب غربی انتاریو را شکل می‌دهد.
نقاط قوت و توجه شهر شامل آموزش، بهداشت و درمان، گردشگری، صنعت می‌باشد.
وجود دو دانشگاه وسترن انتاریو (به انگلیسی: University of Western Ontario) و کالج فَن شا (به انگلیسی: Fanshawe College) در این شهر سبب شهرت جهانی لندن در آموزش عالی، پژوهش‌های علمی و فعالیت‌های فرهنگی شده است. همچنین شهر لندن میزبان شماری از جشنواره‌های فرهنگی و هنری است؛ و این جشنواره‌ها در رونق صنعت گردشگری لندن نقش مؤثری ایفا می‌کنند. با این حال بیشتر فعالیت‌های اقتصادی این شهر بر تولید خودروهای نظامی، تحقیقات پزشکی، صنعت بیمه و فناوری اطلاعات متمرکز است. دانشگاه‌های لندن و بیمارستان‌های آن در بین ده استخدام‌کننده بزرگ شهر هستند.
بزرگراه‌های ۴۰۱ و ۴۰۲ که لندن در همسایگی محل تقاطع آن‌ها واقع شده است، این شهر را به شهرهای تورنتو، دیترویت و سارنیا متصل می‌کنند. فرودگاه بین‌المللی، خط آهن و خطوط اتوبوس رانی داخلی، از دیگر امکانات این شهر هستند.

## تاریخچه

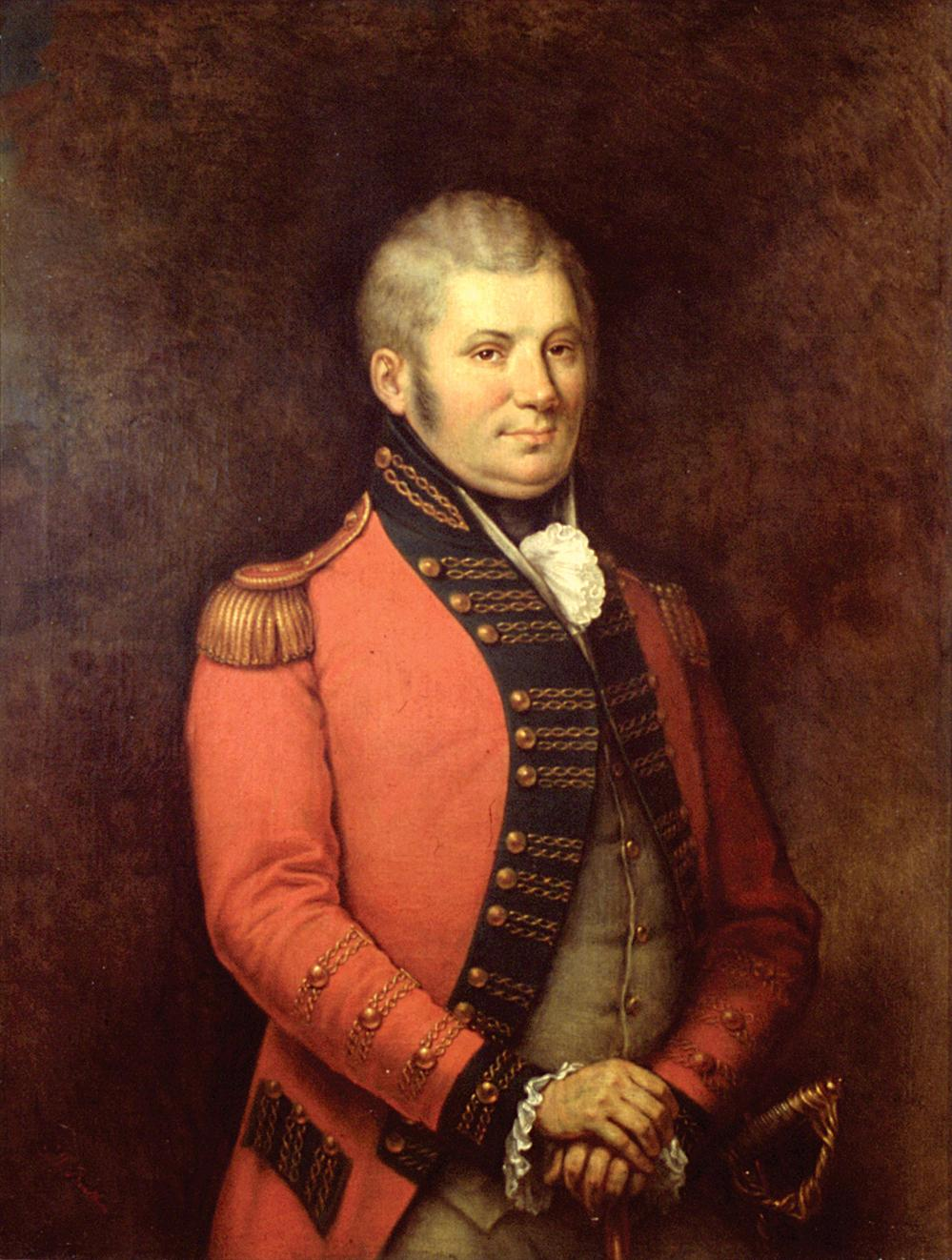
جان گرِیوز سیمکو

پژوهش‌های باستان‌شناسی در منطقه نشان می‌دهد که سرخ پوستان بومی، دست کم از ده هزار سال پیش تاکنون در حوالی لندن فعلی زندگی می‌کرده‌اند
و تا پیش از رسیدن اروپاییان در قرن هجدهم میلادی، در محل فعلی شهر لندن چندین روستای کونونتون (به انگلیسی: Chonnonton) و اُداوا - اُجیبه (به انگلیسی: Odawa/Ojibwa) قرار داشته است.
در ۱۷۹۳ میلادی، مکان فعلی شهر لندن توسط ستوانِ فرماندار جان گِرِیوز سیمکو (John Graves Simcoe) برای ایجاد پایتختی نو برای ناحیه بالا کانادا انتخاب شد. بالا کانادا نام ایالتی بوده است که در ۱۷۹۱ میلادی توسط امپراتوری انگلستان بنیان‌گذاری شد تا از آنجا قسمت میانی از سه بخش انگلیسی‌نشین آمریکای شمالی حکومت شود و همچنین منطقه‌ای باشد که مردمان وفادار به پادشاهی انگلستان که بعد از انقلاب آمریکا آواره شده بودند را پناه دهد.
سیمکو نام رودخانه را که به زبان محلی به آن آسکونه سی پی (Askunessippi) می‌گفتند را با نام امروزی آن تِیمز تغییر داد و همچنین تصمیم داشت که شهر آینده را نیز به افتخار جرج سوم پادشاه انگلستان، جورجینا بنامد، لیکن به دلیل قرار داشتن در میان جنگل‌های انبوه، تصمیم سیمکو برای انتخاب لندن برای پایتختی بالا کانادا توسط گای کارلِتون، فرماندار دورچستر، لغو شد. با این حال علی‌رغم بحث‌هایی که بر سر مرکزیت لندن وجود داشت، دهکده لندن تا سال ۱۸۲۶ میلادی شکل شهر به خود نگرفت؛ و بیشتر حالت مرکزیت اداری نواحی غرب پایتخت آن زمان به نام یورک که امروزه با نام تورنتو شناخته شده است، را داشته است.
در سال ۱۹۳۸، دولت انگلستان پادگان نیروهای نظامی خود در شبه جزیره انتاریو را به لندن انتقال می‌دهد و در پی آن خانواده‌های نظامیان و کسب و کارهای مرتبط با تأمین نیاز آنان به منطقه می‌آیند و سبب افزایش جمعیت می‌شوند. به‌طوری‌که در ۱۸۴۰ لندن رسماً به یک شهر تبدیل می‌شود.
در سال ۱۸۶۰ میلادی یک چشمه سولفور در دهانه رودخانه تِیمز کشف می‌شود که این چشمه به یکی از جاذبه‌های تفریحی این شهر برای ثروتمندان اونتاریو تبدیل می‌شود. اما در آغاز قرن بیستم در محل چشمه یک کارخانه ریسندگی احداث شده و سبب تعطیلی آن برای همیشه می‌شود.
جایگاه لندن به عنوان بک مرکز نظامی تا قرن بیستم و جنگ‌های جهانی اول و دوم حفظ می‌شود. در ۱۹۵۰ از پیوستم دو گردان ذخیره در لندن گردان سوم هنگ سلطنتی کانادا را ایجاد می‌شود. این واحد نظامی با تغییر نام و با نام گردان چهارم هنگ سلطنتی کانادا تا امروز انجام وظیفه می‌کند. فرماندهی این گردان از آن زمان تا به امروز در در قلعه وُلزلی (به انگلیسی: Wolseley Barracks) در خیابان آکسفورد واقع شده است.

## آب و هوا

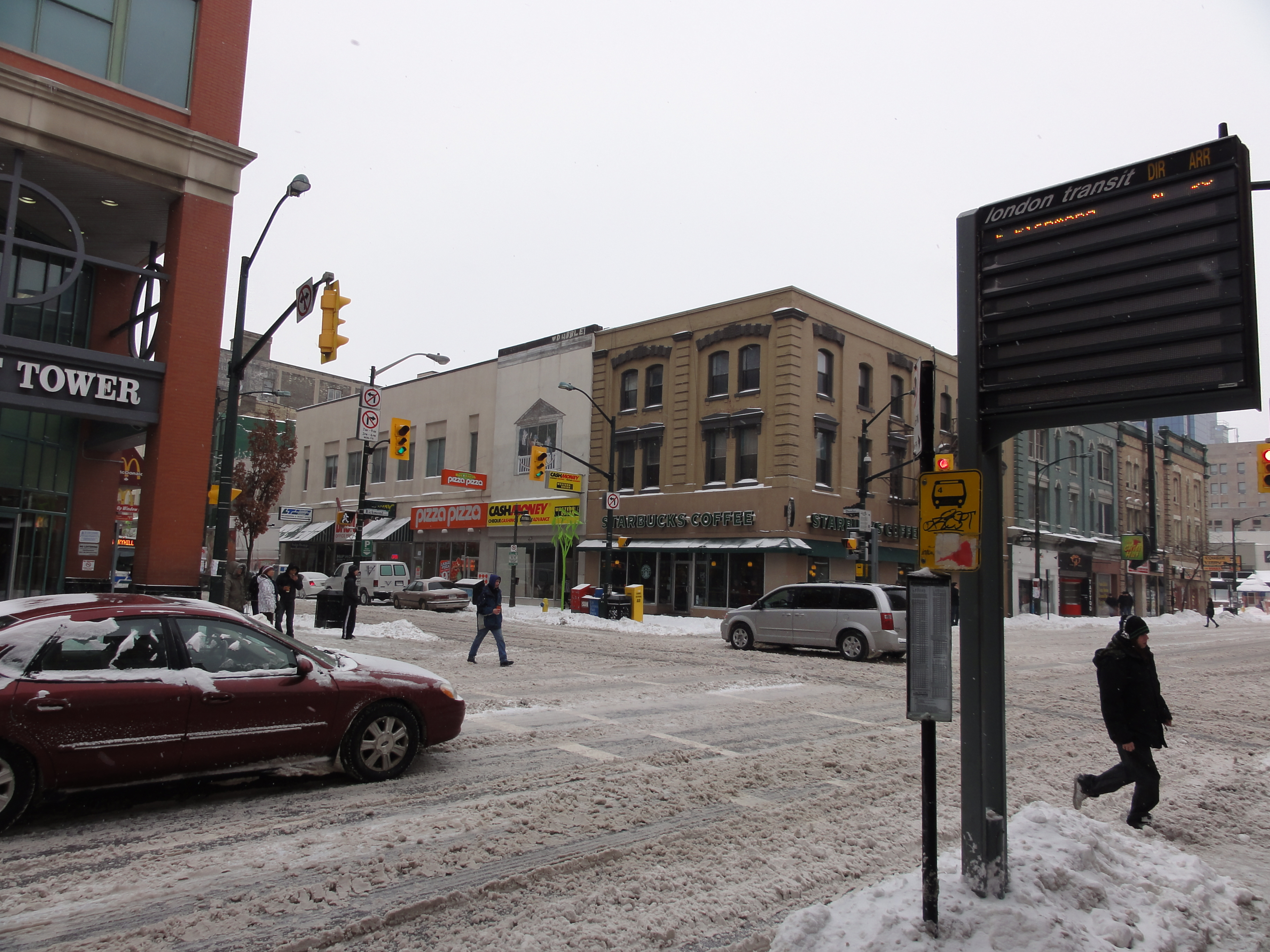
منظره‌ای از زمستان در مرکز شهر

شهر لندن به دلیل قرار داشتن در مجاورت منطقه‌ای موسوم به دریاچه‌های بزرگ در قاره آمریکا، آب هوای فصلی کاملاً متضادی را در طول سال شاهد است. تابستان‌ها معمولاً معتدل است. دمای متوسط آن در ژوئیه تا °۲۰٫۵ و گاه تا بیش از °۲۸ سانتیگراد می‌رسد (به‌طور متوسط در هشت روز از سال). پاییز و بهار کوتاه و زمستان‌ها سرد همراه با بارش برف سنگین است که معمولاً بارها در طی زمستان برف‌ها آب می‌شوند. میزان بارش سالیانه نزدیک به ۹۹۰ میلی‌متر است و ارتفاع برف باریده شده در یک سال به حدود ۲۰۰ میلی‌متر می‌رسد. همچنین لندن بالاترین آمار آذرخش را در کانادا داراست که این به دلیل برخورد بادهای برخاسته از دریاچه هورون و دریاچه ایری است.
| داده‌های اقلیم فرودگاه بین‌المللی لندن | داده‌های اقلیم فرودگاه بین‌المللی لندن | داده‌های اقلیم فرودگاه بین‌المللی لندن | داده‌های اقلیم فرودگاه بین‌المللی لندن | داده‌های اقلیم فرودگاه بین‌المللی لندن | داده‌های اقلیم فرودگاه بین‌المللی لندن | داده‌های اقلیم فرودگاه بین‌المللی لندن | داده‌های اقلیم فرودگاه بین‌المللی لندن | داده‌های اقلیم فرودگاه بین‌المللی لندن | داده‌های اقلیم فرودگاه بین‌المللی لندن | داده‌های اقلیم فرودگاه بین‌المللی لندن | داده‌های اقلیم فرودگاه بین‌المللی لندن | داده‌های اقلیم فرودگاه بین‌المللی لندن | داده‌های اقلیم فرودگاه بین‌المللی لندن |
| ماه                                  | ژانویه                               | فوریه                                | مارس                                 | آوریل                                | مه                                   | ژوئن                                 | ژوئیه                                | اوت                                  | سپتامبر                              | اکتبر                                | نوامبر                               | دسامبر                               | سال                                  |
| ------------------------------------ | ------------------------------------ | ------------------------------------ | ------------------------------------ | ------------------------------------ | ------------------------------------ | ------------------------------------ | ------------------------------------ | ------------------------------------ | ------------------------------------ | ------------------------------------ | ------------------------------------ | ------------------------------------ | ------------------------------------ |
| سابقهٔ بیش‌ترین °C (°F)                | ۱۶٫۷ (۶۲)                            | ۱۷٫۸ (۶۴)                            | ۲۴٫۸ (۷۷)                            | ۲۹٫۴ (۸۵)                            | ۳۲٫۴ (۹۰)                            | ۳۸٫۲ (۱۰۱)                           | ۳۶٫۷ (۹۸)                            | ۳۷ (۹۹)                              | ۳۴٫۴ (۹۴)                            | ۳۰ (۸۶)                              | ۲۴٫۴ (۷۶)                            | ۱۸٫۵ (۶۵)                            | ۳۸٫۲ (۱۰۱)                           |
| میانگین بیش‌ترین °C (°F)              | −۲٫۴ (۲۸)                            | −۱٫۴ (۲۹)                            | ۴٫۲ (۴۰)                             | ۱۱٫۶ (۵۳)                            | ۱۹ (۶۶)                              | ۲۳٫۸ (۷۵)                            | ۲۶٫۳ (۷۹)                            | ۲۵٫۲ (۷۷)                            | ۲۰٫۹ (۷۰)                            | ۱۴ (۵۷)                              | ۶٫۹ (۴۴)                             | ۰٫۶ (۳۳)                             | ۱۲٫۴ (۵۴)                            |
| میانگین روزانه °C (°F)               | −۶٫۳ (۲۱)                            | −۵٫۵ (۲۲)                            | −۰٫۳ (۳۱)                            | ۶٫۳ (۴۳)                             | ۱۳ (۵۵)                              | ۱۸ (۶۴)                              | ۲۰٫۵ (۶۹)                            | ۱۹٫۵ (۶۷)                            | ۱۵٫۳ (۶۰)                            | ۹ (۴۸)                               | ۳٫۱ (۳۸)                             | −۳ (۲۷)                              | ۷٫۵ (۴۶)                             |
| میانگین کم‌ترین °C (°F)               | −۱۰٫۱ (۱۴)                           | −۹٫۷ (۱۵)                            | −۴٫۷ (۲۴)                            | ۱ (۳۴)                               | ۷ (۴۵)                               | ۱۲٫۱ (۵۴)                            | ۱۴٫۶ (۵۸)                            | ۱۳٫۷ (۵۷)                            | ۹٫۶ (۴۹)                             | ۴ (۳۹)                               | −۰٫۷ (۳۱)                            | −۶٫۵ (۲۰)                            | ۲٫۵ (۳۷)                             |
| سابقهٔ کم‌ترین °C (°F)                 | −۳۱٫۷ (−۲۵)                          | −۲۹٫۵ (−۲۱)                          | −۲۴٫۸ (−۱۳)                          | −۱۲٫۲ (۱۰)                           | −۵ (۲۳)                              | −۰٫۶ (۳۱)                            | ۵ (۴۱)                               | ۱٫۵ (۳۵)                             | −۳٫۳ (۲۶)                            | −۱۱٫۱ (۱۲)                           | −۱۸٫۳ (−۱)                           | −۲۶٫۹ (−۱۶)                          | −۳۱٫۷ (−۲۵)                          |
| بارندگی میلی‌متر (اینچ)               | ۷۴٫۲ (۲٫۹۲)                          | ۶۰٫۰ (۲٫۳۶)                          | ۷۸٫۴ (۳٫۰۹)                          | ۸۲٫۲ (۳٫۲۴)                          | ۸۲٫۹ (۳٫۲۶)                          | ۸۶٫۸ (۳٫۴۲)                          | ۸۲٫۲ (۳٫۲۴)                          | ۸۵٫۳ (۳٫۳۶)                          | ۹۷٫۷ (۳٫۸۵)                          | ۷۷٫۶ (۳٫۰۶)                          | ۹۱٫۱ (۳٫۵۹)                          | ۸۸٫۶ (۳٫۴۹)                          | ۹۸۷٫۱ (۳۸٫۸۶)                        |
| بارندگی میلی‌متر (اینچ)               | ۳۱٫۱ (۱٫۲۲)                          | ۲۹٫۱ (۱٫۱۵)                          | ۵۳٫۸ (۲٫۱۲)                          | ۷۳٫۸ (۲٫۹۱)                          | ۸۲٫۶ (۳٫۲۵)                          | ۸۶٫۸ (۳٫۴۲)                          | ۸۲٫۲ (۳٫۲۴)                          | ۸۵٫۳ (۳٫۳۶)                          | ۹۷٫۷ (۳٫۸۵)                          | ۷۴٫۹ (۲٫۹۵)                          | ۷۳٫۷ (۲٫۹)                           | ۴۷٫۰ (۱٫۸۵)                          | ۸۱۷٫۹ (۳۲٫۲)                         |
| بارش برف سانتی‌متر (اینچ)             | ۵۲٫۶ (۲۰٫۷)                          | ۳۸٫۱ (۱۵)                            | ۲۸٫۶ (۱۱٫۳)                          | ۹٫۲ (۳٫۶)                            | ۰٫۳ (۰٫۱)                            | ۰ (۰)                                | ۰ (۰)                                | ۰ (۰)                                | ۰ (۰)                                | ۲٫۷ (۱٫۱)                            | ۱۹٫۷ (۷٫۸)                           | ۵۱٫۱ (۲۰٫۱)                          | ۲۰۲٫۴ (۷۹٫۷)                         |
| میانگین روزهای بارندگی               | ۱۹٫۴                                 | ۱۵٫۷                                 | ۱۵٫۸                                 | ۱۳٫۷                                 | ۱۲٫۲                                 | ۱۱٫۶                                 | ۱۱٫۰                                 | ۱۰٫۹                                 | ۱۲٫۱                                 | ۱۳٫۱                                 | ۱۶٫۲                                 | ۱۸٫۷                                 | ۱۷۰٫۴                                |
| میانگین روزهای بارانی                | ۵٫۶                                  | ۵٫۱                                  | ۸٫۶                                  | ۱۱٫۵                                 | ۱۲٫۱                                 | ۱۱٫۶                                 | ۱۱٫۰                                 | ۱۰٫۹                                 | ۱۲٫۱                                 | ۱۲٫۹                                 | ۱۱٫۲                                 | ۷٫۷                                  | ۱۲۰٫۳                                |
| میانگین روزهای برفی                  | ۱۶٫۵                                 | ۱۲٫۸                                 | ۹٫۷                                  | ۳٫۶                                  | ۰٫۲                                  | ۰                                    | ۰                                    | ۰                                    | ۰                                    | ۱٫۳                                  | ۷٫۰                                  | ۱۴٫۴                                 | ۶۵٫۵                                 |
| میانگین روزانه ساعت‌های تابش آفتاب    | ۶۵٫۹                                 | ۹۱٫۵                                 | ۱۱۹٫۵                                | ۱۶۲٫۱                                | ۲۲۰٫۶                                | ۲۴۳٫۴                                | ۲۶۲                                  | ۲۲۱٫۹                                | ۱۶۲٫۸                                | ۱۲۸٫۲                                | ۶۹٫۷                                 | ۵۲٫۴                                 | ۱٬۸۰۰                                |
| منبع: کانادای محیط                   |                                      |                                      |                                      |                                      |                                      |                                      |                                      |                                      |                                      |                                      |                                      |                                      |                                      |

## اطلاعات جمعیتی

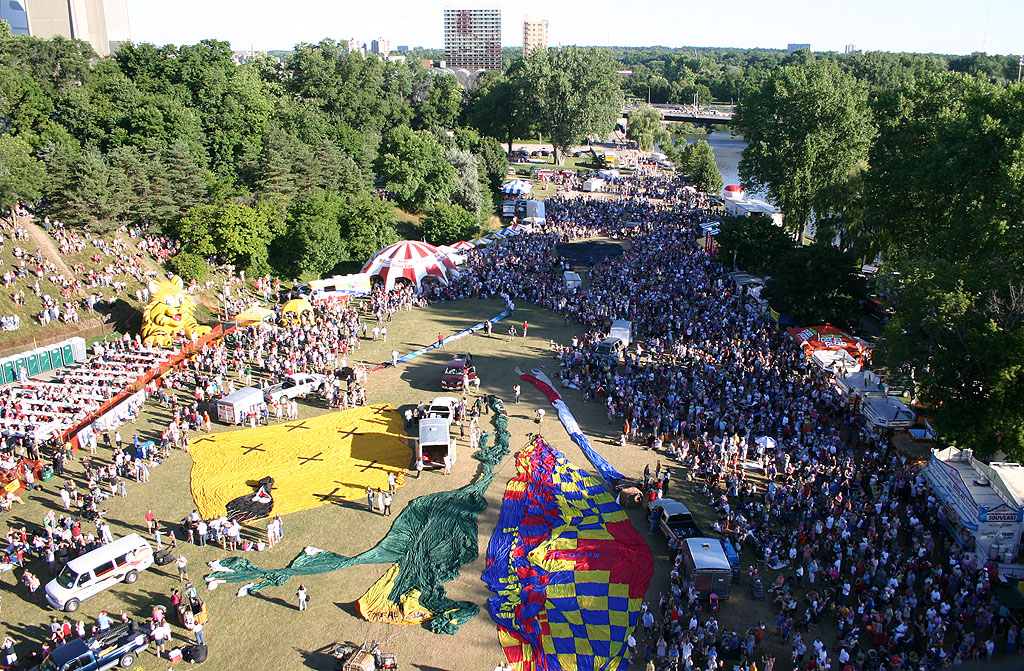
نمایی از اجتماع مردم در پارک هریس در جریان جشنواره بالون‌ها در سال ۲۰۰۵

مطابق با آمار سال ۲۰۰۶، شهر لندن جمعیتی برابر ۳۵۲٬۳۹۵ نفر دارد، که ۴۸٫۲٪ را مردان و ۵۱٫۸٪ زنان تشکیل می‌دهند. کودکان زیر پنج سال تقریباً ۵٫۲٪ ساکنین و ۱۳٫۷٪ بازنشستگان ۶۵ سال به بالا هستند که البته این درصد در کل کانادا هم به همین میزان است. متوسط سن جمعیت شهر ۳۸٫۲ سال است که این آمار برای کل کانادا ۳۹٫۵ سال است.
در بین سال‌های ۲۰۰۱ و ۲۰۰۶ جمعیت منطقه شهری لندن ۴٫۰۷٪ رشد داشته است؛ که این میزان برای کل استان انتاریو ۶٫۶٪ بوده است. همچنین متوسط تراکم جمعیت لندن ۸۳۷٫۹ نفر بر کیلومتر مربع بوده است که در مقایسه با ۱۳٫۴٪ برای کل استان انتاریو.

## اقتصاد
فعالیت‌های اقتصاد لندن عمدتاً حول پژوهش‌های پزشکی، تولید لوکوموتیو، بیمه و فناوری اطلاعات می‌گردد. شرکت بیمه لاندن لایف انشورنس در این شهر بنیان گذاشته شده است. کارخانه الکتروموتیو دیزل که پیش تر با نام جنرال موتورز الکتورو موتیو فعالیت می‌کرد در حال حاضر بیشتر لوکوموتیوهای خود را در شهر لندن تولید می‌کند. همچنین شرکت جنرال دینامیکس لند سیستمز در این شهر، نفربرهای زرهی تولید می‌کند.
لندن مرکز پژوهش‌های وابسته به علوم زیستی و زیست فناوری است. بیشتر این پژوهش‌ها با حمایت دانشگاه وسترن انتاریو انجام می‌شود. این دانشگاه سالانه یک و نیم میلیون دلار کانادا به اقتصاد شهر می‌افزاید.

## آموزش
دانشگاه وسترن انتاریو در این شهر قرار دارد.